# Newark-on-Trent
Newark-on-Trent, colocvial numit simplu Newark, este un oraș în comitatul Nottinghamshire, regiunea East Midlands, Anglia. Orașul se află în districtul Newark and Sherwood a cărui reședință este.